# Humphrey Marshall (politico)
Humphrey Marshall (Orlean, 7 giugno 1760 – Lexington, 3 luglio 1841) è stato un politico statunitense.

## Biografia
Senatore dello stato del Kentucky. Nato nella contea di Fauquier era il figlio di John e Jane (Quisenberry) Marshall. Capitano nella Continental Army durante la guerra d'indipendenza americana, nel 1788 partecipò alla convenzione della Virginia, sposò la sua cugina Mary Marshall, sorella del futuro presidente della Corte Suprema degli Stati Uniti John Marshall.
Rappresentò Woodford nella legislatura del Kentucky nel 1793. Il 19 gennaio 1809 sfidò a duello Henry Clay, ed entrambi rimasero feriti. Suo figlio fu Thomas Alexander Marshall.